# 桃園市立文青國民中小學
桃園市立文青國民中小學（英文：Wen Ching Junior & Primary School），簡稱文青國中小，位於臺灣桃園市龜山區大坪頂地區，於112學年度（2023年）首度招生國小部及附設幼兒園，是龜山區第2所公立國中暨國小附設非營利幼兒園。

## 設校起源
2018年，桃園市政府教育局為滿足桃園捷運體育大學站A7站區內合宜住宅與周邊居民就學需求增加及紓解大崗國中、樂善國小、大埔國小增班壓力，並計畫於A7站區內文中小用地新設學校。

## 歷史沿革
- 2018年：於大埔國小辦公室成立桃園市立文青國民中小學籌備處。
- 2023年：正式招收國小部及附設非營利幼兒園第一屆新生。

## 歷任校長
| 任期 | 姓名       | 任職日期  | 離職日期 | 備註                             |
| ---- | ---------- | --------- | -------- | -------------------------------- |
| 1    | 張綾峰女士 | 2023年8月 | 現任     | 原桃園市立仁和國民中學教師升任。 |